# De Habsburgske Nederlande
De Habsburgske Nederlandene var et navn til Nederlandene i den tid hvor de var underlagt huset af Habsburg. Denne periode begyndte i 1482 og sluttede for den nordlige del af Nederlandene i 1581 og til Syd i 1795.
Udtrykket Habsburgske Nederlandene havde to betydninger. For det første, henviste det til en periode, hvor alle nederlandske provinser havde en habsburgske landsherre. Senere, da der kun var de Sydlige Nederlandene der faldt under huset af Habsburg, blev det et synonym for hele det Sydlige Nederlandene. 